# سبنسر جوستين
سبنسر جوستين (بالإنجليزية: Spencer Heath)‏ هو لاعب كرة قاعدة أمريكي، ولد في 5 نوفمبر 1893، وتوفي في 25 يناير 1930.

## وصلات خارجية
- سبنسر جوستين على موقعبيزبول رفرنس.كوم (الدوري الرئيسي) (الإنجليزية)